# Georges Becker (peintre)
Pour les articles homonymes, voir Georges Becker, Georges Joseph Becker (peintre) et Becker.
Georges Becker,  né le 8 avril 1846 à Paris (ancien 6e arrondissement) et mort le 27 décembre 1909 à Arcueil-Cachan, est un peintre français.

## Biographie
Georges Becker est le fils de Georges Becker, sellier, et de Marguerite Lehr. Son frère Alfred Becker est également peintre.
Élève de Gérome, il commence au Salon de 1868 avec Dans les catacombes.
On lui doit aussi :
- Oreste et les Furies
- La Veuve du martyr
- Rasha protégeant les cadavres de ses fils contre les oiseaux de proie, qui suscita diverses réactions[2].
- Couronnement du tsar Alexandre III de Russie (1845-1894) et de l'imperatrice Maria Feodorovna (Dagmar de Danemark) (1847-1928), 1888, Saint-Pétersbourg, musée de l'Ermitage.
  - Onction sacrée du tsar Alexandre III et de l'imperatrice Maria Feodorovna, vers 1883–1888, aquarelle sur papier, Moscou, Galerie Tretiakov[3]
- Réception solennelle de Nicolas II à Paris, 1896, Saint-Pétersbourg, musée de l'Ermitage.
- Jeune Fille couronnée de pervenches, musée de Béziers.

D'après le Bénézit, « Becker rappelle souvent la conception artistique de Gustave Moreau ».

## Distinctions
- Chevalier de la Légion d'honneur (1888)